# Uładzimir Ksianiewicz
Uładzimir Ksianiewicz, biał. Уладзімір Ксяневіч (ur. w 1894 r. w Słonimiu, zm. ?) – rosyjski, a następnie białoruski wojskowy (pułkownik), działacz narodowy i religijny.
Ukończył korpus kadetów w Warszawie, a następnie mikołajowską szkołę inżynierską w Sankt Petersburgu. Brał udział w I wojnie światowej. Służył w batalionie szturmowym na froncie rumuńskim. Jesienią 1917 r. współtworzył tam oddziały wojskowe złożone z Białorusinów. Następnie wstąpił do nowo formowanych wojsk Białych gen. Antona I. Denikina. Służył w oddziałach inżynierskich. W 1920 r. podporządkował się Białoruskiej Komisji Wojskowej. Wstąpił do pułku husarzy w składzie armii gen. Stanisława Bułak-Bałachowicza. Następnie służył w pociągu pancernym „Bałachowiec”. Pod koniec 1920 r. w stopniu pułkownika stworzył sztab główny oddziałów partyzanckich Białoruskiej Partii Chłopskiej „Zielony Dąb”. Przyjął pseudonim „Hracz”. Po ich rozbiciu został nauczycielem arytmetyki w Warszawskiej Szkole Biblijnej. Należał do baptystów, uczestniczył w ich zjazdach. Na początku 1924 r. powrócił do działalności niepodległościowej. Został wysłany przez Wiaczasłaua Adamowicza ps. „Ataman Dziergacz” na sowiecką Białoruś, gdzie go aresztowano. Został skazany na karę 10 lat łagrów. Dalsze jego losy są nieznane.